# A Hard Day's Night (album)
A Hard Day's Night là album phòng thu thứ ba của ban nhạc người Anh, The Beatles. Album được phát hành ngày 10 tháng 7 năm 1964, trong đó, mặt A là các ca khúc soundtrack của bộ phim cùng tên. Bản phát hành tại Mỹ ra mắt muộn hơn 2 tuần, vào ngày 26 tháng 7 bởi United Artists Records, với một số thay đổi quan trọng. Đây là album đầu tiên của The Beatles mà họ thực hiện hoàn toàn bằng kỹ thuật thâu âm 4-băng.
Cho dù A Hard Day's Night đã cho thấy những tiến bộ vượt bậc của ban nhạc trong việc sáng tác và trình bày các ca khúc, album vẫn thể hiện những đặc trưng cơ bản của rock and roll. Album bao gồm khá nhiều những ca khúc bất hủ của họ, trong đó có ca khúc tiêu đề, "And I Love Her" và "Can't Buy Me Love".
Tên album được lấy theo ý tưởng của Ringo Starr. John Lennon nói trong buổi phỏng vấn trên tạp chí Playboy vào năm 1980: "Tôi đang lái xe về nhà và Dick Lester gợi ý về tên album từ điều gì đó mà Ringo nói. Tôi đã từng dùng nó trong cuốn sách In His Own Write, nhưng thực ra nó là một lời nhận xét của Ringo. Bạn biết đấy, có vẻ khá nực cười. Theo cách của Ringo, khi anh ấy nói rằng nó không phải là điều hay... thì hãy cứ nói đi. Vậy nên Dick bảo "Chúng ta phải dùng cái tên này thôi!""
Năm 2000, tạp chí Q xếp A Hard Day's Night ở vị trí số 5 trong danh sách "100 album Anh vĩ đại nhất". A Hard Day's Night cũng có mặt trong danh sách "500 album vĩ đại nhất" của tạp chí Rolling Stone ở vị trí số 307.

## Sản xuất và sáng tác
| Đánh giá chuyên môn  | Đánh giá chuyên môn |
| Nguồn đánh giá       | Nguồn đánh giá      |
| Nguồn                | Đánh giá            |
| -------------------- | ------------------- |
| Allmusic             | [ 5 ]               |
| Blender              | [ 6 ]               |
| Pitchfork Media      | (9.7/10)            |
| Q                    | [ 8 ]               |
| Consequence of Sound | [ 9 ]               |
| Sputnikmusic         | [ 10 ]              |
| The Daily Telegraph  | [ 11 ]              |

Phần mặt A của album bao gồm soundtrack của bộ phim cùng tên. Mặt B là các ca khú được viết cùng thời kỳ song không được đưa vào cho bộ phim, cho dù bản phát hành lại của bộ phim năm 1980 cũng có các ca khúc này vào trước phần giới thiệu thành phần sản xuất với ca khúc "I'll Cry Instead".
A Hard Day's Night là album đầu tiên của The Beatles với tất cả các ca khúc được viết bởi Lennon-McCartney. Lennon có ảnh hưởng lớn khi viết 10 trên tổng số 13 ca khúc của album, ngoại trừ "And I Love Her", "Can't Buy Me Love", và "Things We Said Today". Đây cũng là một trong 3 album của họ, cùng Let It Be và Magical Mystery Tour mà Starr không hát chính ở bất kể ca khúc nào. Cùng thời kỳ này, Starr cũng thu âm ca khúc "Matchbox" song nó được phát hành trong album Long Tall Sally sau này.
Theo Richie Unterberger, "Tiếng guitar điện 12 dây của Harrison là vô cùng ấn tượng; bộ phim cho thấy họ muốn học tập The Byrds, đem folk vào giọng rock & roll và đưa The Beatles vào sâu trong làn sóng folk-rock của năm 1965. Thành công của The Beatles đưa tên tuổi các ban nhạc Anh sang nước Mỹ, có thể kể tới The Rolling Stones, The Animals, và The Kinks, và khiến những ban nhạc trẻ của Mỹ, như Beau Brummels, Lovin' Spoonful đi theo con đường của Lennon-McCartney."

## Phát hành
Ngày 26 tháng 2 năm 1987, A Hard Day's Night lần đầu được phát hành dưới dạng CD, cùng với Please Please Me, With the Beatles và Beatles for Sale. Ngày 21 tháng 7 cùng năm, 13 ca khúc của album xuất hiện tại Mỹ. Các bản stereo của "A Hard Day's Night", "Can't Buy Me Love" và "And I Love Her" xuất hiện trong album 1962–1966 vào năm 1993. Các ca khúc còn lại được ra mắt trong album The Capitol Albums, Volume 1 vào năm 2004.
Ngày 9 tháng 9 năm 2009, bản chỉnh âm dưới dạng CD lần đầu được phát hành dưới dạng định âm stereo. Album này cũng có trong box set The Beatles Stereo Box Set. Bản mono gốc ở Anh nằm trong box set The Beatles in Mono cũng được phát hành cùng năm 2009.

## Danh sách ca khúc
Các ca khúc đều là sáng tác của Lennon-McCartney. 
| Mặt A | Mặt A                              | Mặt A               | Mặt A      |
| STT   | Nhan đề                            | Hát chính           | Thời lượng |
| ----- | ---------------------------------- | ------------------- | ---------- |
| 1.    | "A Hard Day's Night"               | Lennon và McCartney | 2:34       |
| 2.    | "I Should Have Known Better"       | Lennon              | 2:43       |
| 3.    | "If I Fell"                        | Lennon và McCartney | 2:19       |
| 4.    | "I'm Happy Just to Dance with You" | Harrison            | 1:56       |
| 5.    | "And I Love Her"                   | McCartney           | 2:30       |
| 6.    | "Tell Me Why"                      | Lennon              | 2:09       |
| 7.    | "Can't Buy Me Love"                | McCartney           | 2:12       |

| Mặt B | Mặt B                  | Mặt B     | Mặt B      |
| STT   | Nhan đề                | Hát chính | Thời lượng |
| ----- | ---------------------- | --------- | ---------- |
| 1.    | "Any Time at All"      | Lennon    | 2:11       |
| 2.    | "I'll Cry Instead"     | Lennon    | 1:46       |
| 3.    | "Things We Said Today" | McCartney | 2:35       |
| 4.    | "When I Get Home"      | Lennon    | 2:17       |
| 5.    | "You Can't Do That"    | Lennon    | 2:35       |
| 6.    | "I'll Be Back"         | Lennon    | 2:24       |

## Xếp hạng
| Năm  | Bảng xếp hạng                             | Vị trí cao nhất |
| ---- | ----------------------------------------- | --------------- |
| 1964 | UK Albums Chart                           | 1               |
| 1965 | Australian Kent Music Report Albums Chart | 1               |
| 2009 | Finnish Albums Chart                      | 27              |

## Phát hành ở Bắc Mỹ
Ấn bản ở Mỹ được phát hành vào ngày 26 tháng 6 năm 1964 với cả hai định dạng mono và stereo, và là album thứ tư của The Beatles được phát hành tại đây. Album dễ dàng chiếm vị trí số 1 tại bảng xếp hạng của Billboard, ngự trị tại đó suốt 14 tuần và là album số 1 của năm tại Mỹ.
"I'll Cry Instead" được nằm ở mặt A của album, dù nó đã từng bị cắt ngay trước quá trình hoàn thiện album gốc. Ấn bản của Mỹ bao gồm bốn bản nhạc hòa tấu các ca khúc của Lennon-McCartney, soạn bởi George Martin: "I Should Have Known Better", "And I Love Her", "Ringo's Theme (This Boy)", và "A Hard Day's Night". Với album này, nhãn đĩa lại là United Artists Records. Một số ca khúc bị ghi nhầm tên, ví dụ như "Tell Me Why" viết nhầm là "Tell Me Who", còn "I'll Cry Instead" và "I Cry Instead". Sau khi EMI mua lại United Artists Records, album này được phát hành lại vào ngày 17 tháng 8 năm 1980 bởi Capitol với số hiệu SW-11921.
Danh sách ca khúc
| Mặt A | Mặt A                              | Mặt A               | Mặt A      |
| STT   | Nhan đề                            | Hát chính           | Thời lượng |
| ----- | ---------------------------------- | ------------------- | ---------- |
| 1.    | "A Hard Day's Night"               | Lennon và McCartney | 2:33       |
| 2.    | "Tell Me Why"                      | Lennon              | 2:10       |
| 3.    | "I'll Cry Instead"                 | Lennon              | 2:06       |
| 4.    | "I Should Have Known Better"       | Không lời           | 2:10       |
| 5.    | "I'm Happy Just to Dance with You" | Harrison            | 1:59       |
| 6.    | "And I Love Her"                   | Không lời           | 3:46       |

| Mặt B | Mặt B                        | Mặt B               | Mặt B      |
| STT   | Nhan đề                      | Hát chính           | Thời lượng |
| ----- | ---------------------------- | ------------------- | ---------- |
| 1.    | "I Should Have Known Better" | Lennon              | 2:44       |
| 2.    | "If I Fell"                  | Lennon và McCartney | 2:22       |
| 3.    | "And I Love Her"             | McCartney           | 2:29       |
| 4.    | "Ringo's Theme (This Boy)"   | Không lời           | 3:10       |
| 5.    | "Can't Buy Me Love"          | Paul                | 2:12       |
| 6.    | "A Hard Day's Night"         | Không lời           | 2:06       |

## Thành phần tham gia sản xuất
- John Lennon – hát, guitar, sắc xô, harmonica, piano trong "Things We Said Today".
- Paul McCartney – hát, bass, piano, guitar acoustic trong "I'll Be Back".
- George Harrison – hát, guitar, phách trong "And I Love Her".
- Ringo Starr – trống, định âm.
- George Martin – piano trong "A Hard Day's Night".